# Aeroporto di Monserrato
L'aeroporto di Monserrato è stato un aeroporto militare situato a nord est della città di Cagliari, in Sardegna, in una vasta area in località Su Pardu a cinque chilometri dal capoluogo sardo corrispondente al parco di Terramaini.

## Storia
Nel 1918 il Comando dell'Aeronautica, allora dipendente dal Ministero della guerra, decise di realizzare il primo aeroporto militare della Sardegna, destinato ad ospitare reparti da addestramento e da ricognizione marittima. Furono espropriati 30 ettari di terreno in località Su Pardu, situata a circa cinque chilometri a nord est della città di Cagliari. La realizzazione del campo di volo, curata dal Genio militare, fu rapida tanto che il 20 settembre 1919 l'aeroporto venne ufficialmente inaugurato, e posto al comando del capitano Antonio Marzo. Il primo reparto di volo era costituito da 12 addestratori biposto SAML S.2. Tra gli anni venti e trenta del XX secolo Monserrato perse importanza a favore dell'aeroporto satellite di Elmas, tanto da divenire sede unicamente di velivoli per l'allenamento dei piloti.
Nel 1932 il Ministro dell'Aviazione Italo Balbo diede avvio ad un imponente piano di apertura di moderne scuole di volo, e a Monserrato furono basati velivoli da addestramento Breda A.4 e Breda Ba.15. Nel 1933 furono aperti i corsi di volo a vela, destinati ai futuri piloti militari, che prevedevano l'uso di un piccolo aliante Zoegling. Nel 1934 l'aeroporto venne ulteriormente allargato con l'esproprio di ulteriori 33 ettari di terreno, e furono costruiti hangar in muratura e tralicci, depositi di benzina, e una torre metallica dotata di manica a vento.
Nel 1937, con la fondazione in Sardegna della Reale Unione Nazionale Aeronautica (RUNA) arrivarono i primi moderni addestratori biplani Caproni Ca.100.
Nel 1938 la scuola militare di Elmas, dotata di 20 Caproni Ca.100 e sei istruttori, fu trasferita a Monserrato, ma nell'agosto di quell'anno fu chiusa. L'aeroporto fu riclassificato come campo di fortuna, ma vi rimase una sezione di volo equipaggiata con biplani Fiat G.8 e Breda Ba.19.
In vista dello scoppio della seconda guerra mondiale le infrastrutture furono ulteriormente ammodernate, con l'esproprio di ulteriori 24 ettari di terreno, mentre vennero ripristinate le vecchie costruzioni, realizzati ripari paraschegge. in pietra a forma di U per proteggere gli aerei, realizzate altre costruzioni ex novo, e sistemata la pista di volo in terra battuta.

### La seconda guerra mondiale
Il 1º giugno 1940, poco prima dell'entrata in guerra del Regno d'Italia, giunse sull'aeroporto il 3º Gruppo del 6º Stormo Caccia Terrestre, equipaggiato con sette caccia Fiat C.R.32. e 18 Fiat C.R.42 Falco, al comando del capitano pilota Giorgio Tugnoli. L'attacco di cinque bombardieri francesi Martin 167 Maryland all'aeroporto di Elmas il 16 giugno 1940, domenica alle 5 e mezzo del pomeriggio, segna l'inizio dell'attività bellica dei reparti da caccia basati a Monserrato. Il giorno 16 i caccia del 3º Gruppo decollarono dall'aeroporto per scortare i cacciabombardieri Breda Ba.88 Lince del 19º Gruppo. durante una serie di attacchi di rappresaglia sulla Corsica. 
Il 27 novembre i C.R.42 del 3º Gruppo presero parte alla battaglia di capo Teulada, effettuando missioni di scorta e protezione.
Nel luglio 1941 arrivò a Monserrato il 24º Gruppo autonomo caccia terrestre, dotato di 19 caccia C.R.42 e 16 G.50 Freccia. Il 24° assunse il compito di scortare le formazioni di aerosiluranti Savoia-Marchetti S.79 Sparviero e Savoia-Marchetti S.M.84.
Verso la metà del 1942 arrivarono a Monserrato alcune unità aeree, tra cui il 16º Gruppo Assalto dotato di Aermacchi C.200 Saetta, che parteciparono alle battaglie di mezzo giugno e mezzo agosto. Tra la fine del 1942 e l'inizio del 1943 la pressione anglo-americana contro gli aeroporti della Sardegna divenne sempre più forte. Il 155º Gruppo del 51º Stormo Caccia Terrestre di stanza a Monserrato cercò di opporsi al meglio alle incursioni alleate contro gli aeroporti di Elmas e Cagliari. Il 31 marzo un pesante bombardamento effettuato dai Boeing B-17 Flying Fortress dell'United States Army Air Forces distrusse completamente l'aeroporto. I reparti del 155º Gruppo si rischierarono presso i campi di volo di Sa Zeppara e Milis, e per due mesi Monserrato rimase completamente abbandonato.
Dopo l'armistizio dell'8 settembre 1943, verso la fine dello stesso mese arrivarono gli automezzi dei genieri americani che, con l'uso delle ruspe, ripristinarono la pista di volo, installando contemporaneamente depositi di materiali e tende da campo destinati al 1st Fighter Group, dotato dei caccia Lockheed P-38 Lightning.  Il 15 novembre 1943 rientrò sull'aeroporto il 155º Gruppo, rimanendovi fino al 24 dicembre successivo. Gli americani vi rimasero fino ai primi mesi del 1944, quando il reparto si trasferì sugli aeroporti della penisola.

### La breve rinascita nel dopoguerra
Dopo il conflitto mondiale, nel 1947 venne ricostituito l'Aero Club di Cagliari, che riprese l'attività di volo da Monserrato con due AVIA FL.3, in seguito sostituiti da un Saiman 202, due Aermacchi MB.308 e uno Stinson L-5. Nel 1953 la Società Aeronautica Ambrosini impiantò a Monserrato un'officina, utilizzando due vecchie aviorimesse, per la revisione dei velivoli militari in dotazione all'Aeronautica Militare.
Alla metà degli anni sessanta l'Aero Club si trasferì a Elmas, e nel 1966 l'Aeronautica Militare restituì al Demanio dello Stato tutti gli 86 ettari del terreno aeroportuale. 
Con il passare degli anni la zona dell'ex aeroporto divenne zona di grande espansione edilizia, che ha cancellato, per gran parte, l'originaria fisionomia dell'aeroporto.
Nelle estati dei primi anni ottanta, il sedime del vecchio aeroporto ed alcuni degli hangar rimasti, furono utilizzati come base per ospitare un elicottero utilizzato in operazioni antincendio.
Tra i piloti che operarono da Monserrato durante la seconda guerra mondiale è da segnalare la Medaglia d'oro al valor militare Ferruccio Serafini.

## I reparti di Monserrato
I reparti della Regia Aeronautica operanti dal 1940 al 1943
| Anno | Reparto    | Gruppi                     | Squadriglie                  | Velivoli utilizzati  |
| ---- | ---------- | -------------------------- | ---------------------------- | -------------------- |
| 1940 | 6º Stormo  | 3º Gruppo caccia terrestre | 153ª, 154ª, 154ª             | C.R.32, C.R.42 Falco |
| 1941 |            | 24º Gruppo)                | 354ª, 355ª, 361ª, 370ª, 395ª | C.R.42, G.50 Freccia |
| 1942 | 50º Stormo | 16º Gruppo                 | 167ª, 168ª                   | C.200 Saetta         |
| 1943 | 51º Stormo | 155º Gruppo                | 351ª, 360ª, 378ª             | C.202 Folgore        |

I reparti della Luftwaffe operanti dal 1940 al 1943
| Anno | Reparto | Gruppi | Squadriglie | Velivoli utilizzati  |
| ---- | ------- | ------ | ----------- | -------------------- |
| 1940 | JG 53   | III    | 9ª          | Messerschmitt Bf 109 |

I reparti della United States Army Air Forces operanti dal 1943 al 1944
| Anno | Reparto           | Gruppi | Squadriglie | Velivoli utilizzati     |
| ---- | ----------------- | ------ | ----------- | ----------------------- |
| 1943 | 1st Fighter Group |        |             | Lockheed P-38 Lightning |

### Esplicative
1. ↑  I soldati realizzarono due hangar in tela e legno, alcune casermette ed edifici per le officine meccaniche.
2. ↑  Inoltre venne potenziata la linea elettrica, completata la rete idrica e furono costruiti casermette, locali per ufficiali e una officina in muratura.
3. ↑  Essa aveva il compito di addestrare i piloti in congedo, preparando nel contempo, i giovani alla carriera militare nella Regia Aeronautica.
4. ↑  Nel 1941 fu nuovamente allargato di altri 8 ettari.
5. ↑  Tra di esse tre aviorimesse delle dimensioni di 65x40 e tre di 35x25 m.
6. ↑  La pista, orientata a nord ovest-sud est della lunghezza di 1.000 m.
7. ↑  Forte della 351ª, 360ª  e 378ª Squadriglia.
8. ↑  Situato a nord di Cagliari, vi trovarono rifugio la 351ª e 360ª Squadriglia.
9. ↑  Situato nei pressi di Oristano, vi trovò rifugio la 378ª  Squadriglia.
10. ↑  In particolare degli addestratori North American T-6 Texan.

### Fonti
1. ↑   Mauro Berta, Ricardo Stand, Pieraldo Marchegiani, Paolo Pischedda, La nuova vita del Terramaini (PDF), Politecnico di Torino, 2020-2021,  p. 6. URL consultato il 29 novembre 2023.
2. 1 2 3 4 5 6 7 8 9 10 11 12 13  Mercurelli 2003, p. 19.
3. 1 2 3 4  Dunning 1988, p. 20.
4. 1 2 3 4 5 6 7 8 9 10 11 12 13 14  Mercurelli 2003, p. 20.
5. 1 2  Dunning 1988, p. 28.
6. 1 2 3  Dunning 1988, p. 31.
7. 1 2  Dunning 1988, p. 26.
8. 1 2 3  Ufficio Storico dell'Aeronautica Militare 1977, p. 163.
9. ↑  Weal 2007, p. 89.